# 先進交通管理系統
先進交通管理系统（英語：Advanced Traffic Management System，縮寫ATMS）是智慧型運輸系統（英語：Intelligent Transport System，ITS）領域的一個主要子領域。先進交通管理系統是自上而下的管理觀點，其整合技術主要是為了改善車輛交通流量並提高安全性。來自攝影機，速度傳感器等即時的交通數據流入交通管理中心（英語：Transportation Management Center，TMC）進行整合和處理（如：用於事件檢測），並採取可能的相關行動（如：發送交通資訊、可變標誌訊息）以達到改善交通流量的目標。國家智慧運輸系統結構定義的主要目標和智慧型運輸系統的指標如下：
- 增加運輸系统的效率
- 提高流動性
- 改善安全性
- 降低燃料消耗和環境成本
- 提高經濟生產力
- 為智慧型運輸系統市場創造環境

## 發展歷程

### 美國
1956年國家州際和國防公路法案啟動了一項為期35年，耗資1140億美元的計劃，該計劃設計並建造了州際公路系統。 這個非常成功的計劃大部分是在1991年完成，而且擴建已經結束。在20世紀80年代中後期，來自聯邦和州政府，私營部門和大學的交通官員開啟了一系列非正式會議，討論交通的未來。這包括1986年10月加州交通部所舉行討論適用於未來高速公路技術的會議。1988年6月在華盛頓特區該集團正式確定了其結構，並選擇了Mobility 2000這一名稱。 1990年Mobility 2000演變為ITS America，在美國是主要的智能交通系統宣傳和政策組織。ITS America的初始名稱是IVHS America，並於1994年進行更改，以反映更廣泛的聯運方式。1991年複合地面運輸效率法案（Intermodal Surface Transportation Efficiency Act，ISTEA）是第一個建造後的運輸法案。 它啟動了一種聚焦於效率、智能和聯運的新方法。 主要目標是為國家提供“在全球經濟中競爭的基礎”。這種基礎設施和技術的新組合被確定為智慧型運輸系统（ITS）是1991年ISTEA的核心。ITS的不確切定義為“將電腦、通訊和感應技術應用於地面運輸”。隨後，地面運輸法案持續提供ITS資金和發展，直到2005年，《交通安全、責任、靈活、高效運輸公平法案：使用者遺產》（Safe, Accountable, Flexible, Efficient Transportation Equity Act: A Legacy for Users，簡稱SAFETEA-LU）地面運輸支出法案簽署成為法律。

## 應用範圍
- 即時交通監控（Real-time traffic monitoring）
- 可變標誌監測和控制
- 事故監測
- 交通路況攝影機（英语：Traffic camera）之監測與控制
- 主動交通管理（英语：Active Traffic Management）
- 連鎖控制
- 匝道儀控（英语：Ramp meter）之監測與控制
- 主要道路管理
- 交通信號監測和控制
- 自動警告系統
- 道路天氣資訊系統（英语：Road Weather Information System）之監測
- 高速公路即時路況電台
- 城市交通管理與控制（英语：Urban Traffic Management and Control）

## 相關系統
- 智慧型道路資訊系統（英语：Intelligent Roadway Information System）（IRIS）
- 喬治亞導航者（英语：Georgia Navigator）
- 運輸整合系統（KITS）